# Дорожный конус

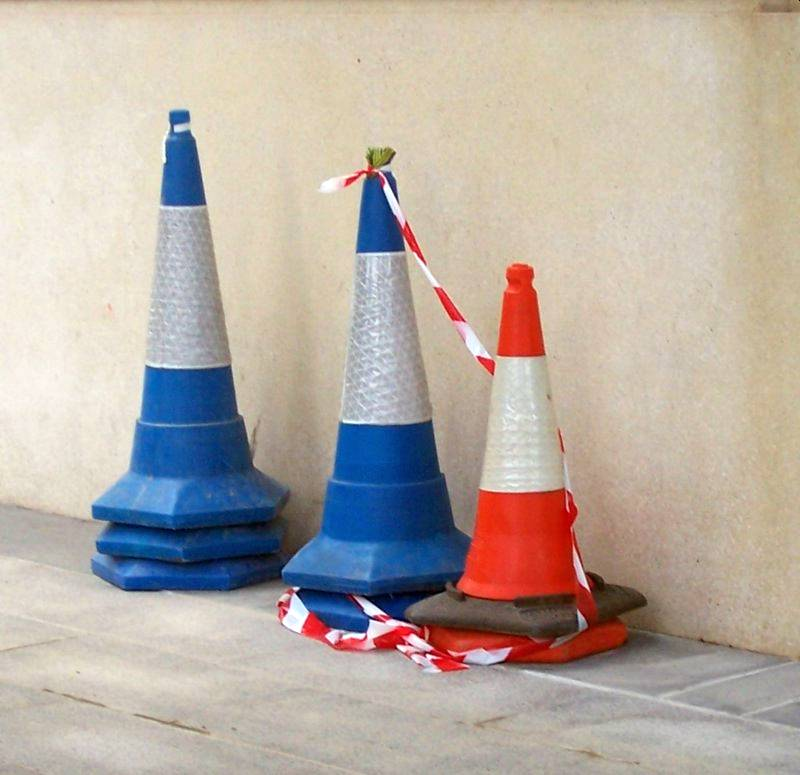
Дорожные конусы

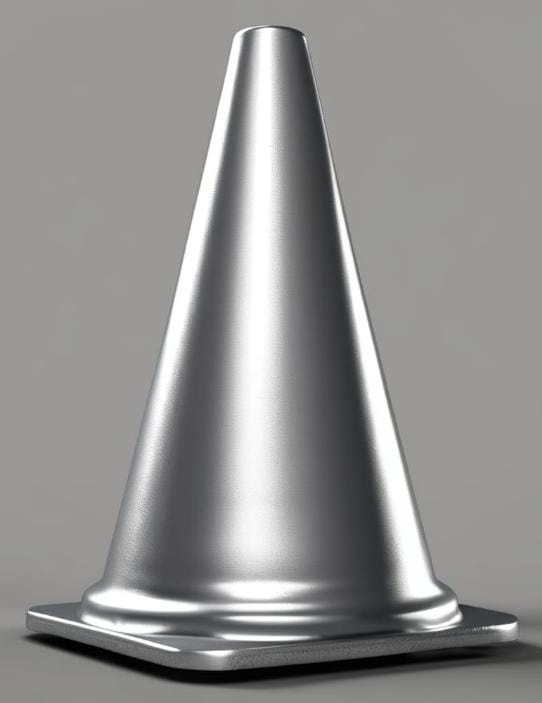
Серебряный конус

Дорожный конус — приспособление для вре́менной разметки дорог.

## Описание
Изготавливается, в основном, из пластмасс. Имеет форму конуса разнообразных размеров, обычно с небольшой площадкой у основания. Данная форма обеспечивает высокую устойчивость дорожного конуса. Наиболее распространенным цветом дорожного конуса является оранжевый или красный, зачастую с белыми, черными или желтыми поперечными полосами.

## Применение

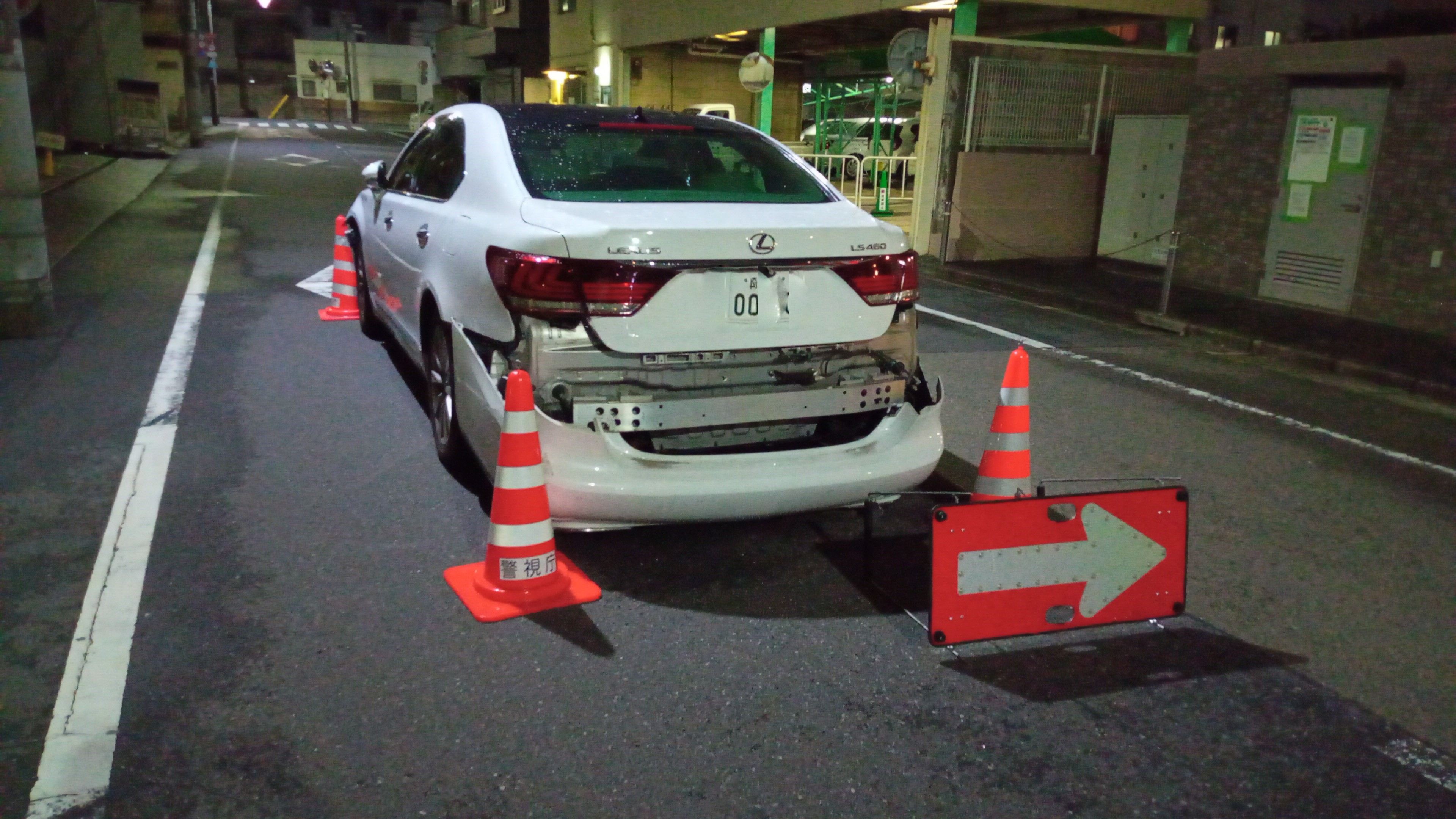
ДТП в Японии, автомобиль, пострадавший в ДТП, огорожен конусами

Дорожный конус используется как ограждение при проведении дорожно-строительных работ, для разграничения движения или для обозначения аварийных участков и мест ДТП. Также используется в качестве спортивного инвентаря и при подготовке водителей. Может комплектоваться дополнительным грузом.
Дорожный конус является символом медиаплеера VLC.
Кража дорожных конусов является распространённой разновидностью «студенческого розыгрыша».